# Cnicothamnus
Cnicothamnus är ett släkte av korgblommiga växter. Cnicothamnus ingår i familjen korgblommiga växter.
Kladogram enligt Catalogue of Life:
| Cnicothamnus | \| \| Cnicothamnus azafran \| \| \| \| \| \| Cnicothamnus lorentzii \| \| \| \| |
|              | \| \| Cnicothamnus azafran \| \| \| \| \| \| Cnicothamnus lorentzii \| \| \| \| |
|              | Cnicothamnus azafran                                                            |
|              |                                                                                 |
|              | Cnicothamnus lorentzii                                                          |
|              |                                                                                 |